# Bウイング

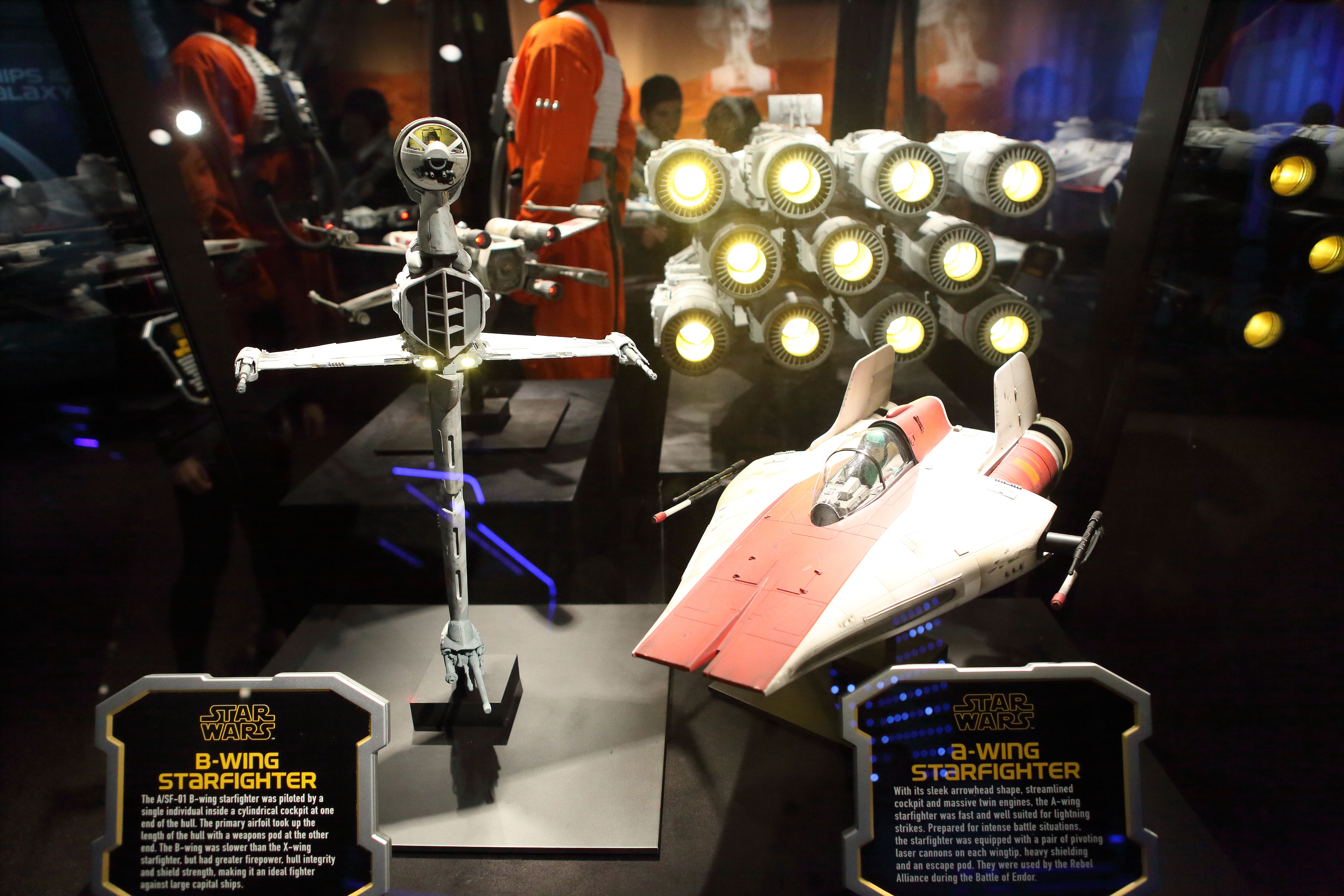
ウォルト・ディズニー・ワールド・リゾートにあるB-Wing(左)と、A-Wing(右)の展示模型

Bウイング（B-Wing）は、アメリカ映画『スター・ウォーズシリーズ』に登場する宇宙用戦闘攻撃機。

## 諸元
- 全長　16.9メートル
- 全幅　2.9メートル
- 全高　2.5メートル（S-フォイル格納時）、7.3メートル（S-フォイル展開時）
- 速度　2,390G、90MGLT、6SU/STP、時速950キロメートル（大気中）
- 操縦要員　1名
- 航続期間　1週間
- 価格　220,000クレジット（新品）

## 概要
Bウィングは強固に防御された宇宙基地や艦船への強襲攻撃を目的として、アクバー提督の編成した技術チームにより開発された攻撃機である。3基のミディアム・イオン・キャノン砲塔、3基のヘヴィ・レーザー・キャノン、1基のブラスター等に加え、外部にはプロトン魚雷×12や他各種ミサイル等が搭載可能であり、空中戦に主眼を置いた純粋な戦闘機である反乱同盟軍のXウイングや帝国軍のTIEファイターシリーズが持ち得なかった強力な対地・対艦攻撃力を持つ。そのため、どちらかというと帝国軍のTIEボマーに近い意匠を持った機体である。またX-ウィングと同様に可変翼であるS-フォイルを持つため、重武装の攻撃機としては飛行性能が良好であり、更に強靱な装甲により耐久性も非常に高い。

## 開発経緯・特徴
少数勢力の反乱同盟軍にとって、強大な帝国軍と正面衝突することは自殺行為であり、通常の戦闘も少数機による奇襲攻撃、一撃離脱を基本としていた。所有するXウイング、Yウイングは戦闘機ながらも対艦攻撃力を持ち、デス・スター破壊も成功させているが、帝国軍艦隊の猛攻に対抗する術はなく、しばしばホスでのような、苦しい退却戦を行わざるを得ない状況にまで追い込まれた。
しかしモン・カラマリとの同盟後、同盟軍もある程度の艦隊を有するようになると、敵艦攻撃用の手段が要望され、アクバー提督がこれに応えて自身の設計を持ち込んだのが本機である。アクバー提督は昆虫種族ヴァーパインに製造を依頼し、この一連のプロジェクトは「シャンティポール計画」と呼ばれている。前述の破壊的な攻撃手段を持つ本機の実戦投入によって、同盟軍はごく少数の敵艦隊であれば撃破できるような作戦が遂行可能となった。事実、エンドアの戦い以前にも、帝国軍のスター・デストロイヤーを数隻撃沈する戦果を上げ、当初の開発目的を見事達成した。
BウイングはS-フォイルを持ち、回転機構を持つコクピット、推進部と大翼を含む胴体、可動式の小翼2枚で機体を構成する。巡航中はS-フォイルを閉じて飛行し、コクピットはミレニアム・ファルコンのように機体右端にオフセットされ、真正面から見ると横一文字型となる。戦闘時はS-フォイルを展開し、コクピットを最上部に胴体と大翼を垂直、小翼を水平に広げた十字型になる。このとき胴体部は駐機時や巡航時からみて横倒しの状態となるが、コクピットの自動制御された回転機構によって上下方向は一手に保たれ、パイロットは攻撃に集中することができる。
この特異な形状は本機に高い性能をもたらすが、その複雑な構造が災いして、やはりS-フォイルを持つXウイング同様に、メンテナンスに非常に手間の掛かる技術者泣かせの機体となった。また、可変翼と空中戦用の兵装こそ搭載するものの、本機の目的はあくまでも雷爆撃であり、TIEインターセプターのような新型の高速戦闘機に捕捉された場合、援護なしでは非常に苦しい戦闘を強いられる。実際、速度の遅さが致命的な欠点となっている。
このような弱点こそあったものの、大型艦艇を易々と撃沈しうる攻撃力は本機特有のものであり、長年にわたって同盟軍を支えた戦闘機である。後年、複座式の「Bウイング/E」という改良型も開発され、更に機動性を犠牲にした引き換えに、攻撃力・最高速度・耐久力の大幅なパワーアップにも成功した。

## 主な戦績
映像作品では『ジェダイの帰還』『スカイウォーカーの夜明け』に登場。『ジェダイの帰還』では、序盤の出撃シーンからデス・スターのシールド回避の場面までしか登場せず、敵機撃墜はおろか発砲シーンすらない。ちなみに、撃墜されるシーンもない。ただし、作戦会議のシーンには何名かパイロットが登場している。パイロットスーツの色は赤。ヘルメットは『エピソードⅣ』『エピソードⅤ』のパイロット用ヘルメットとは異なるタイプである。なお、パイロットスーツの色は、当初は青で、文藝春秋発行、ルーカスフィルム公認、秦新二編著『ジョージ・ルーカスの大博物館』102ページにイメージ・イラストが掲載されているほか、竹書房発行『スター・ウォーズ・クロニクル』には、青いパイロットスーツを着たスラスト人（ナイン・ナンの種族）のテン・ナンの写真が掲載されている。
一方、『スカイウォーカーの夜明け』では発進シーンから、敵地にジャンプしてすぐSフォイルを開く最中に敵艦の集中砲火で操縦席だけ吹っ飛ばされるシーンや、Xウイングと共に敵機を追いかけるシーン、敵艦のキャノンに集中砲火するシーンなど多数の場面に登場した。
スター・ウォーズシリーズを題材としたゲーム作品では、Xウィングなどと並んで、ローグ中隊の使用機体として登場。最初の任務は惑星コスリス上空での任務で、フリゲート艦「リデンプション」と特務艦「レイザー」の護衛任務である。しかし「レイザー」がスター・デストロイヤーに拿捕されてしまい、急遽スター・デストロイヤーへの攻撃任務の指令を受ける。Xウィング部隊やAウィング部隊との共同作戦により行われたこの攻撃任務は見事成功し、ついにスター・デストロイヤーを撃破して惑星コスリスへと墜落させた（『ローグスコードロンII』より）。
また、惑星バクラ上空の帝国軍施設からの捕虜救出任務にも参加。捕虜を移送する帝国軍輸送船をイオンキャノンで足止めし、多数の捕虜救出に成功した（『ローグスコードロンIII』より）。
『スター・ウォーズ 反乱者たち』ではブレード・ウイングと呼ばれる試作機をヘラ・シンドゥーラが使用し、帝国軍の軽クルーザーを一撃で撃沈している。